# Wasserbehälter Berghofen

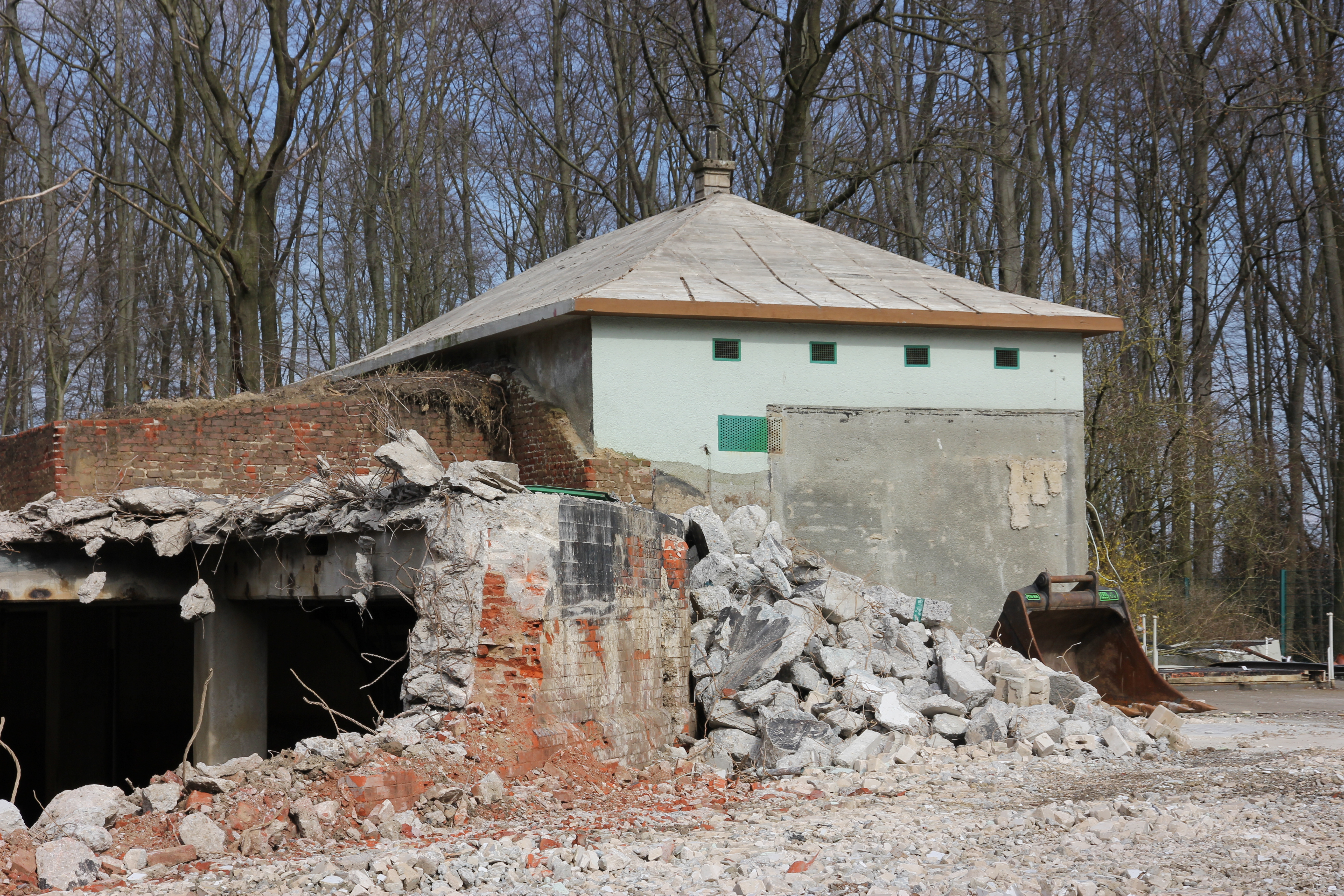
Abriss des Bauwerks im April 2015

Der Wasserbehälter Berghofen war ein als Hochbehälter ausgeführter Wasserbehälter im Dortmunder Stadtteil Berghofen. Das Bauwerk befand sich in direkter Nähe des südlichen Tunnelportals des Tunnels Berghofen, durch den die Bundesstraße 236 den Stadtteil Berghofen unterquert. Mit einem Fassungsvermögen von ca. 9000 m³ versorgte er über 100 Jahre, von 1899 bis 2004, Berghofen und Umgebung mit Trinkwasser. Da das Bauwerk mit fortschreitendem Alter stetig sanierungsbedürftiger wurde, gab der Betreiber ihn auf. Im ersten Quartal 2015 begannen die Abbrucharbeiten. Er war Dortmunds ältester Wasser-Hochbehälter. Der Behälter wird an dieser Stelle nicht durch einen Neubau ersetzt. Die weitere Versorgung des Gebietes mit Trinkwasser wird durch den Zusammenschluss mehrerer Behälter mit einem Gesamtfassungsvermögen von 78.000 m³ sichergestellt.

## Bilder

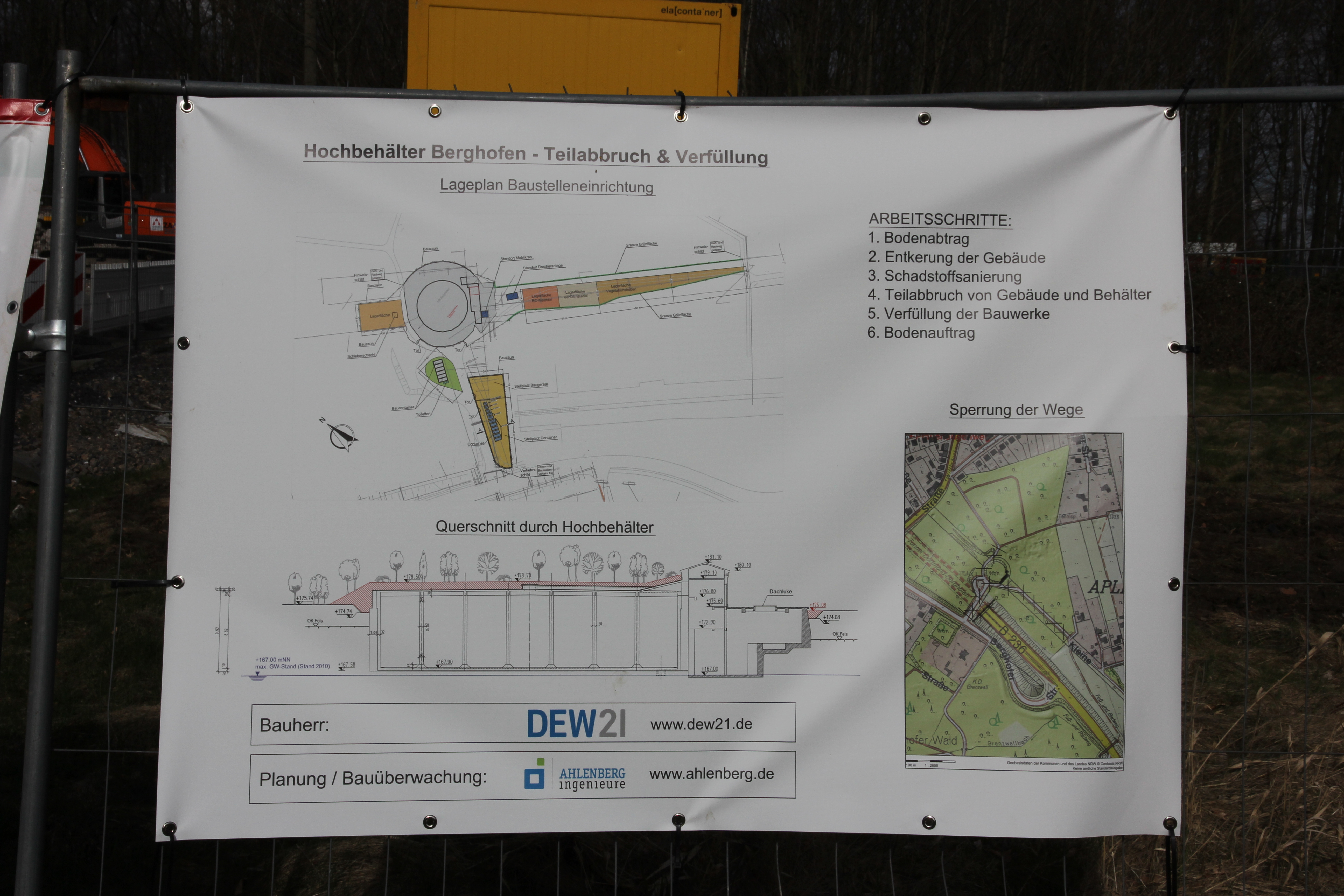
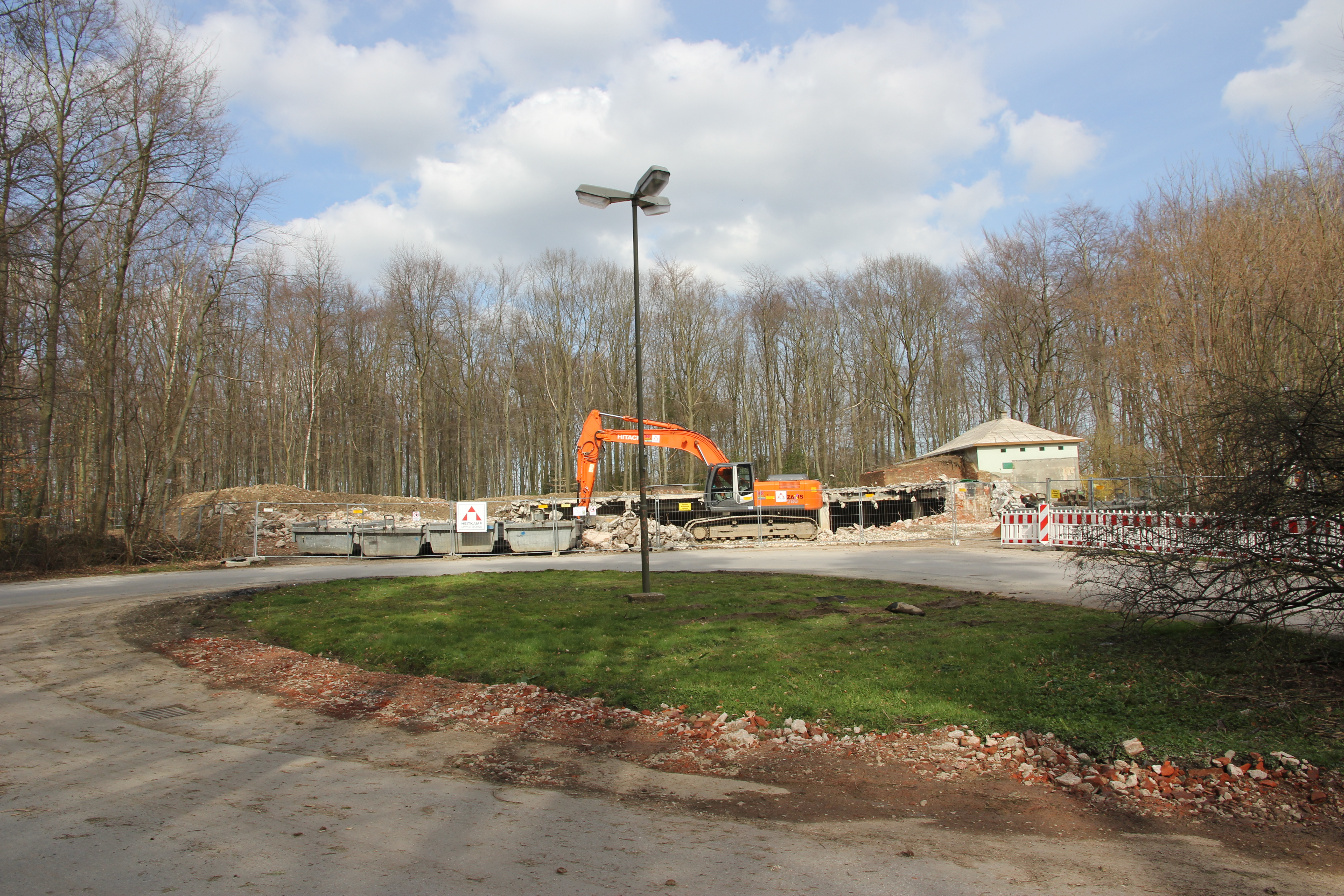
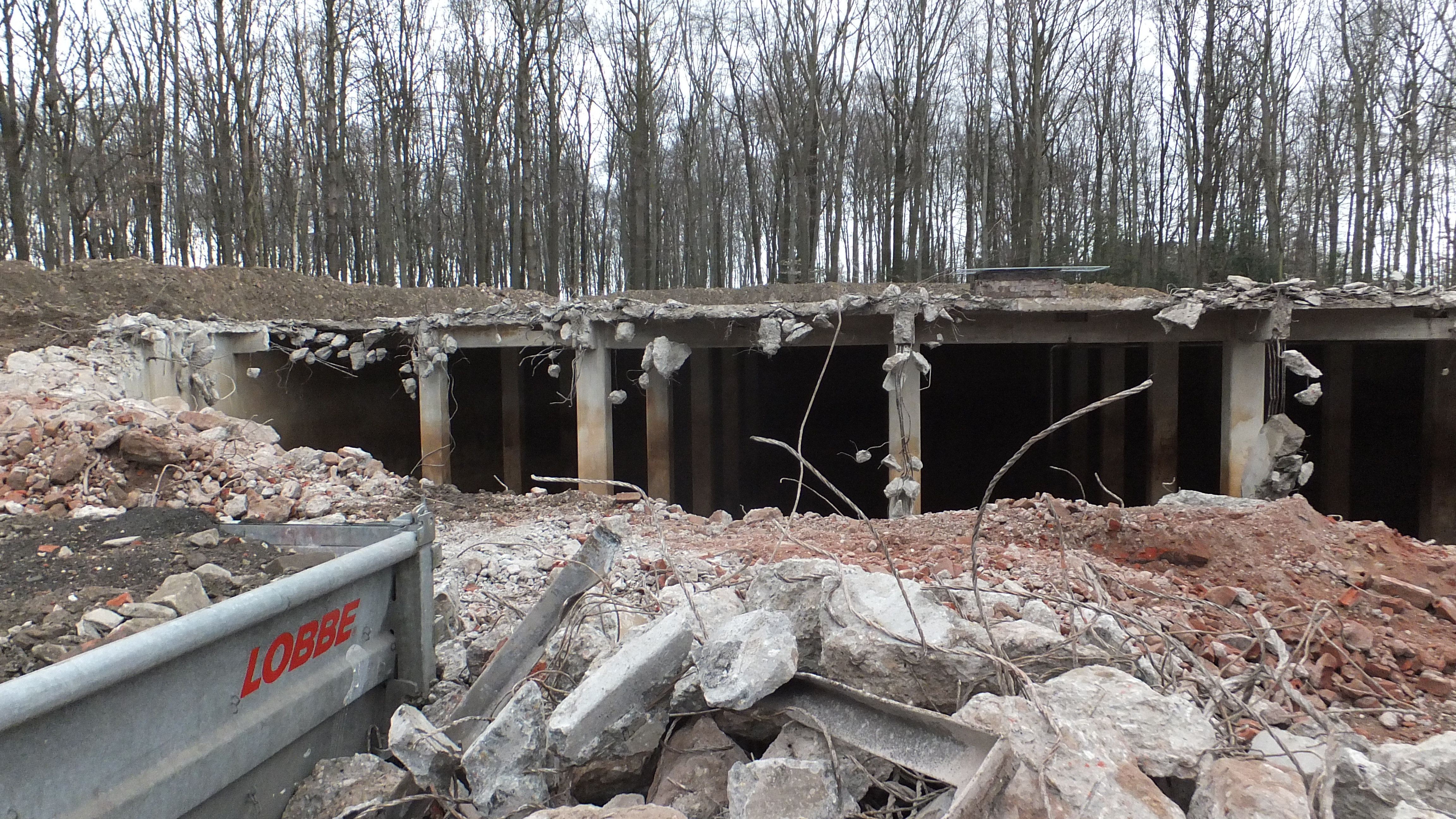
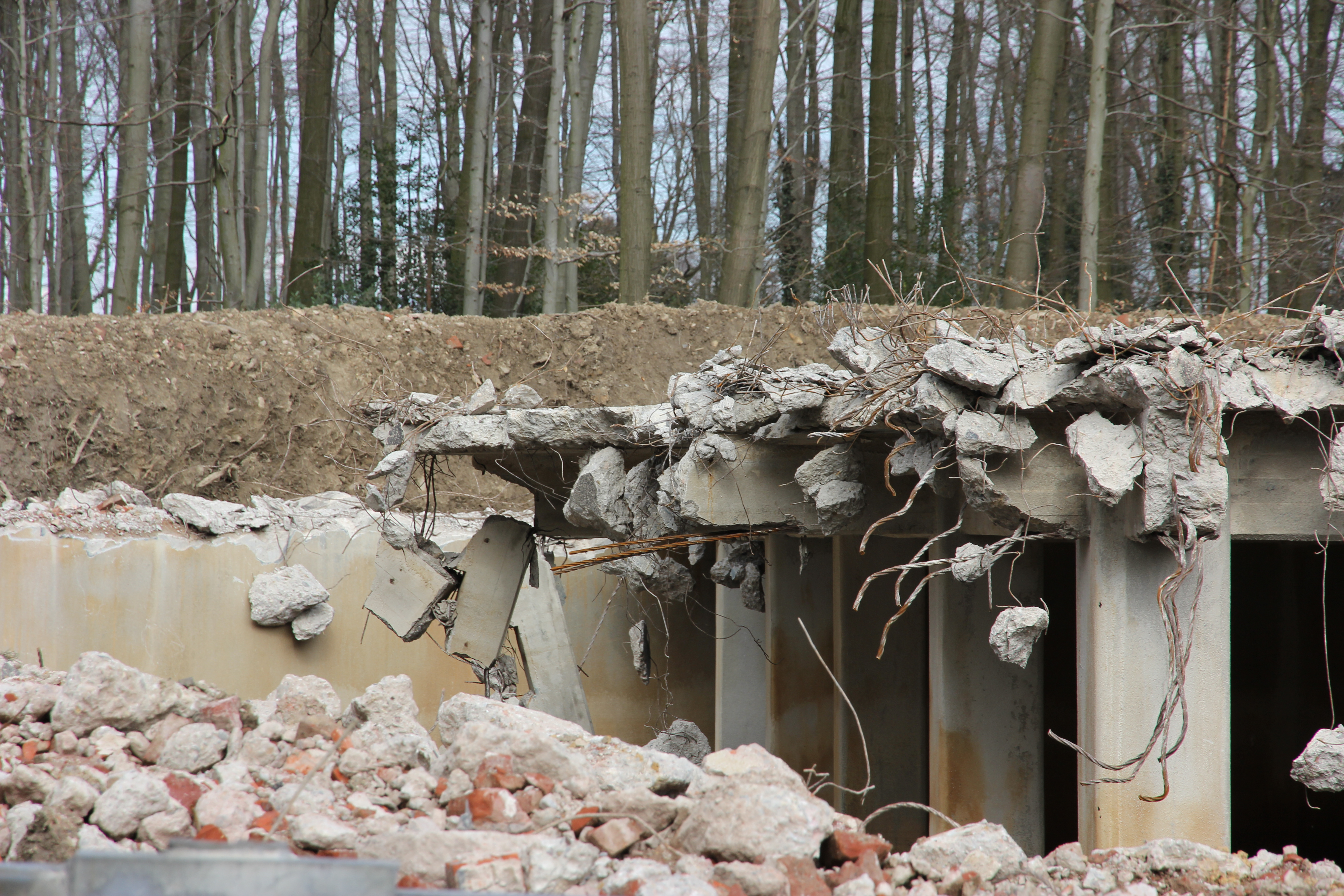